# خامار-دابان
خامار-دابان (روسی: Хама́р-Даба́н) یک رشته‌کوه در استان ایرکوتسک کشور روسیه است.